# Haageocereus icensis
Haageocereus icensis là một loài thực vật có hoa trong họ Cactaceae. Loài này được Backeb. ex F. Ritter mô tả khoa học đầu tiên năm 1981.